# Отавіо
Отавіо Едмілсон да Сілва Монтейро (порт. Otávio Edmilson da Silva Monteiro, нар. 9 лютого 1995, Жуан-Пессоа) — португальський професійний футболіст бразильського походження, що грає на позиції вінгера або атакувального півзахисника за саудівський клуб «Ан-Наср» та національну збірну Португалії.

## Ігрова кар'єра
Вихованець футбольної школи клубу «Інтернасьйонал». Дорослу футбольну кар'єру розпочав 2012 року в основній команді того ж клубу, в якій провів два сезони, взявши участь у 43 матчах чемпіонату.  Більшість часу, проведеного у складі «Інтернасьйонала», був основним гравцем команди.
До складу клубу «Порту» перейшов 2014 року. Відразу пробитися до основної команди нового клубу бразильцю не вдалося натомість на початку 2015 року його було віддано в оренду до «Віторії» (Гімарайнш).

## Досягнення
- Чемпіон Португалії (3):

«Порту»: 2017-18, 2019-20, 2021-22
- Володар Суперкубка Португалії (3):

«Порту»: 2018, 2020, 2022
- Володар Кубка Португалії (3):

«Порту»: 2019-20, 2021-22, 2022-23
- Володар Кубка португальської ліги (1):

«Порту»: 2022–23